# یواس‌اس ونوس (ای‌کی-۱۳۵)
یواس‌اس ونوس (ای‌کی-۱۳۵) (به انگلیسی: USS Venus (AK-135)) یک کشتی بود که طول آن ۴۴۱ فوت ۶ اینچ (۱۳۴٫۵۷ متر) بود. این کشتی در سال ۱۹۴۲ ساخته شد.